# Xã Camp Branch, Quận Warren, Missouri
Xã Camp Branch (tiếng Anh: Camp Branch Township) là một xã thuộc quận Warren, tiểu bang Missouri, Hoa Kỳ. Năm 2010, dân số của xã này là 1.018 người.